# Liste der Landschaftsschutzgebiete im Landkreis Lüchow-Dannenberg
Die Liste der Landschaftsschutzgebiete im Landkreis Lüchow-Dannenberg enthält die Landschaftsschutzgebiete des Landkreises Lüchow-Dannenberg in Niedersachsen.
| Bild                                                    | Nummer        | Bezeichnung des Gebietes                 | Fläche in Hektar | WDPA-ID | Koordinaten | Datum der Verordnung |
| ------------------------------------------------------- | ------------- | ---------------------------------------- | ---------------- | ------- | ----------- | -------------------- |
|                                                         | LSG DAN 00005 | Jagen 21 im Gartower Forst               | 23,00            | 321987  | Position    | 1939                 |
| Gelände „St. Georg“/Marschtorstraße 28 - ehem. Friedhof | LSG DAN 00007 | Alter Friedhof Dannenberg                | 0,20             | 319547  | Position    | 1939                 |
|                                                         | LSG DAN 00010 | Toter Jeetzelarm                         | 0,10             | 325210  | Position    | 1939                 |
| Waldgebiet Lisei                                        | LSG DAN 00011 | Eichenmischwald Lisei                    | 35,00            | 320550  | Position    | 1939                 |
|                                                         | LSG DAN 00015 | Sandberg                                 | 3,00             | 324079  | Position    | 1941                 |
| Feld-/Waldrand nordöstlich Groß Gusborn                 | LSG DAN 00026 | Langendorfer Berg                        | 2135,00          | 322505  | Position    | 1974                 |
| Wald beim Hohen Mechtin                                 | LSG DAN 00027 | Elbhöhen-Drawehn                         | 37101,00         | 320585  | Position    | 1974                 |
|                                                         | LSG DAN 00028 | Gain - Mühlenbach - obere Dummeniederung | 542,30           | 320944  | Position    | 1974                 |
|                                                         | LSG DAN 00029 | Püggener Moor                            | 300,00           |         | Position    | 1974                 |
| Kompensationsbiotop nördlich Dannenberg (im LSG)        | LSG DAN 00030 | In der Elbmarsch                         | 33,00            | 321920  | Position    | 1974                 |
| Konau bei Braudel                                       | LSG DAN 00032 | Konau bei Braudel                        | 46               |         | Position    | 2019                 |